# An Over-Incubated Baby
An Over-Incubated Baby – brytyjski krótkometrażowy film z 1901 roku w reżyserii Waltera R. Bootha.

## Fabuła
Na ulicy prowadzony jest kramik, w którym można oddać małe dziecko do inkubatora, w którym to inkubatorze w ciągu godziny dziecku ma przybyć dwanaście miesięcy życia i takoż o tyle ma urosnąć. Podchodzi do niego kobieta, oddaje dziecko, płaci i się oddala. Dziecko zostaje umieszczone w inkubatorze, a pod nim podstawiony zostaje palnik. W wyniku potrącenia palnika wielkim termometrem, który obsługujący niniejszy kram umieścił obok paleniska, ogień pod inkubatorem niekontrolowanie się zwiększa, tworząc mały pożar. Szybko jednak zostaje on przez niego ugaszony. Po chwili wraca kobieta, by odebrać dziecko, które, jak się okazuje najwyraźniej pod wpływem błędnego zbytniego podgrzania, urosło znacznie bardziej niż miało. Kobieta to zobaczywszy, wpada w rozpacz.